# Alternate Takes
Alternate Takes è un album discografico del sassofonista jazz John Coltrane pubblicato postumo dalla Atlantic Records nel 1975 (n. cat. SD 1668).
L'album consiste in varie versioni alternative di brani inclusi negli LP Giant Steps, Coltrane Jazz, e Coltrane's Sound. Tutte le versioni erano precedentemente inedite.

## Tracce
Tutti i brani sono opera di John Coltrane eccetto dove indicato.
Lato 1
1. Giant Steps – 3:40
2. Naima – 4:27
3. Like Sonny – 6:03
4. Cousin Mary – 5:54

Lato 2
1. I'll Wait and Pray – 3:25 (George Treadwell, Jerry Valentine)
2. Countdown – 4:33
3. Body and Soul – 5:59 (Heyman, Sour, Eyton, Green)
4. Syeeda's Song Flute – 7:02

## Formazione
- John Coltrane — sassofono tenore
- Cedar Walton — pianoforte in Giant Steps, Naima, Like Sonny
- Tommy Flanagan — piano in Cousin Mary, Countdown, Syeeda's Song Flute
- Wynton Kelly — piano in I'll Wait and Pray
- McCoy Tyner — piano in Body and Soul
- Paul Chambers — contrabbasso in tutte le tracce tranne Body and Soul
- Steve Davis — contrabbasso in Body and Soul
- Lex Humphries — batteria in Giant Steps, Naima, Like Sonny
- Art Taylor — batteria in Cousin Mary, Countdown, Syeeda's Song Flute
- Jimmy Cobb — batteria in I'll Wait and Pray
- Elvin Jones — batteria in Body and Soul